# CALS-технологии
CALS-технологии (англ. Continuous Acquisition and Life cycle Support — непрерывная информационная поддержка поставок и жизненного цикла изделий), или ИПИ (информационная поддержка процессов жизненного цикла изделий) — информационные технологии, используемые в управлении процессами жизненного цикла изделия или системы, в основном для сложных (высокотехнологичных и наукоёмких) образцов продукции машиностроения и иных объектов техники.

## История
В 1985 году Министерство обороны США объявило планы создания глобальной автоматизированной системы электронного описания всех этапов проектирования, производства и эксплуатации продуктов военного назначения.
Для координации работ по инициативе CALS был создан управляющий совет NATO по CALS — NATO CALS Management Board, существовавший до 2001 года.
CALS-технологии получили широкое развитие и применение в оборонной промышленности и военно-технической инфраструктуре Министерства обороны США. Это позволило ускорить выполнение НИОКР на 30—40 %, уменьшить затраты на закупку военной продукции на 30 %, сократить сроки закупки ЗИП на 22 %, а также в 9 раз сократить время на корректировку проектов.
Эти технологии по мере развития техники вошли в комплекс технологий управления жизненным циклом изделий (PLM — product lifecycle management).

## Существо CALS-технологий
За счет непрерывной информационной поддержки обеспечиваются единообразные способы управления процессами и взаимодействия всех участников этого цикла: заказчиков продукции, поставщиков/производителей продукции, эксплуатационного и ремонтного персонала. Информационная поддержка реализуется в соответствии с требованиями системы международных стандартов, регламентирующих правила указанного взаимодействия преимущественно посредством электронного обмена данными.
Применение CALS-технологий позволяет существенно сократить объёмы проектных работ, так как описания многих составных частей оборудования, машин и систем, проектировавшихся ранее, хранятся в унифицированных форматах данных сетевых серверов, доступных любому пользователю технологий CALS. Существенно облегчается решение проблем ремонтопригодности, интеграции продукции в различного рода системы и среды, адаптации к меняющимся условиям эксплуатации, специализации проектных организаций и т. п. Предполагается, что успех на рынке сложной технической продукции будет немыслим вне технологий CALS.
Развитие CALS-технологий должно привести к появлению так называемых виртуальных производств, в которых процесс создания спецификаций с информацией для программно управляемого технологического оборудования, достаточной для изготовления изделия, может быть распределён во времени и пространстве между многими организационно-автономными проектными студиями. Среди достижений CALS-технологий — лёгкость распространения передовых проектных решений, возможность многократного воспроизведения частей проекта в новых разработках и др.
Построение открытых распределённых автоматизированных систем для проектирования и управления в промышленности составляет основу современных CALS-технологий. Главная проблема их построения — обеспечение единообразного описания и интерпретации данных, независимо от места и времени их получения в общей системе, имеющей масштабы вплоть до глобальных. Структура проектной, технологической и эксплуатационной документации, языки её представления должны быть стандартизированными. Тогда становится реальной успешная работа над общим проектом разных коллективов, разделённых во времени и пространстве и использующих разные CAD/CAM/CAE-системы. Одна и та же конструкторская документация может быть использована многократно в разных проектах, а одна и та же технологическая документация — адаптирована к разным производственным условиям, что позволяет существенно сократить и удешевить общий цикл проектирования и производства. Кроме того, упрощается эксплуатация систем.
Для обеспечения информационной интеграции CALS использует стандарты IGES и STEP в качестве форматов данных. В CALS входят также стандарты электронного обмена данными, электронной технической документации и руководства для усовершенствования процессов.
Работа по созданию национальных CALS-стандартов в России проводится под эгидой Росстандарта: с этой целью создан Технический комитет ТК 459 «Информационная поддержка жизненного цикла изделий», силами которого разработан ряд стандартов серии ГОСТ Р ИСО 10303, являющихся аутентичными переводами соответствующих международных стандартов (STEP).
Для эффективного применения информационных технологий поддержки изделий высокая степень унификации и стандартизации крайне важна. Она позволяет оперативно производить изменения в проекте, например, заменить мотор от одного производителя на аналогичный от другого, без переналадки оборудования и внесения существенных изменений в проект. Комплекс мер позволяет многократно повысить прозрачность производственной цепи, оперативно находить и исправлять дефекты, получить новый уровень гибкости и приспособляемости.